# آنا ويليامز
آنا ويليامز (باليابانية: アンナ・ウィリアムズ، بالروماجي: Anna Wiriamuzu) هي الأخت الصغرى لنينا ويليامز. ويمكن اللعب بها في نسخة وحدة التحكم.
في تيكن 2، استؤجرت نينا من أجل قتل منظم البطولة، كازويا ميشيما. سواء كانت تحت حرية تصرف كازويا أو بإرادة آنا، أصبحت آنا حارسة كازويا، مشاركة مع غانريو وبروس إرفن. ويبدو أن تدخل آنا منع أختها من إتمام الصفقة، وتم القبض على نينا من قبل قوات ميشيما زايباتسو، واستُعملت في بحث الدكتور بوسكونوفيتش عن كريوجينيكس «النوم البارد». بعد أن علمت بذلك، تطوعت آنا لتكون مادة اختبار آخرى، طالبةً أنها سوف تستيقظ في المستقبل في نفس الوقت مع نينا. الأسباب التي دعتها للقيام بذلك لا تزال غامضة، على الرغم من أن اللعبة تقول بأن آنا ستكون وحيدة بدون نينا و/أو غارت من كون شباب أختها تم حفظه.
في تيكن 3، أوقظت آنا في نفس الوقت مع أختها، 18 سنة بعد البطولة الثانية، لكنها لم تتعرض لتحكم أوغر كما حدث لأختها. بدأت نينا أيضاً بالمعاناة من الآثار الجانبية لـ«النوم البارد»، الذي تسبب في فقدانها للذاكرة لفترة طويلة. بدافع الشفقة، آنا هدفت لإيقاف نينا مرة أخرى من أن تصبح قاتلة مأجورة، ومساعدتها في استرجاع ذاكرتها. ولأسباب مجهولة، عادت نينا في نهاية المطاف لمزاولة عملها كقاتلة، وفقدت اتصالها بآنا.
لسوء الحظ، عندما قررت نينا أن الاتصال بأختها بأمل استرجاع ذاكرتها، إلا أن لقاءهما أشعل فتيل مشاعر نينا العدوانية تجاه أختها، وبدأت بإطلاق النار على الفور. ردت آنا بالمثل، وتحول اللقاء إلى ساحة قتال الذي استمر لعدة أيام. توصلت الأختان إلى وضع حد في نهاية المطاف إلى الأبد في ملك بطولة القبضة الحديدية 5. تقابلت الأختان وتقاتلتا، لكن نينا انتصرت وذهبت للاختباء بسرعة بعد انتهاء البطولة.
آنا، التي تريد الانتقام، سمعت إشاعات بأن نينا صارت حارسة جين كازاما، الرئيس الجديد لميشيما زايباتسو، فقررت آنا الانضمام إلى جي كوربوريشن. ودخلت البطولة السادسة من أجل اعتراض أختها، التي دخلت بنفس نية آنا.
صنف غيم دايلي آنا في قائمتها لأكثر الشخصيات الأنثوية إثارة في ألعاب الفيديو، بوضعها في المركز 47 من القائمة.
ظهرت آنا في الأنمي تيكن:ذا موشن بكتشر كواحدة من الأعداء الرئيسيين. وكانت عداوتها مع نينا من أفكار الفيلم الثانوية، مع اختلافات طفيفة، مثل منافسة الاثنتين من أجل لي تشاولان (المتعاقد الغير موثوق معهما) وكون آنا مسؤولة عن موت والدهما. أثناء قتالها مع نينا، قُتلت آنا من قبل مخلوق شبيه بالديناصور. ظهرت أيضاً في فيلم تيكن وأدت دورها ماريان زابيكو. ظهرت آنا أيضاً في فيلم 2011، تيكن: بلد فنجينس، وأدت صوتها تارا بلات في النسخة الإنجليزية، وأكنو واتانابي في اليابانية. في الفيلم، تعمل آنا تحت خدمة كازويا ميشيما وتجبر لينغ شاويو على البحث عن شين كاميا الذي نجا من اختبار خلية إم ويمتلكها.

## وصلات خارجية
- تيكن ويكي
- تيكنبيديا الإنجليزية